# Фосфорит (компанія)
Фосфорит — виробниче об'єднання з видобутку й переробки черепашкових фосфоритів біля м. Кінгісепп (Ленінградська обл.) у Росії. До складу підприємства входять: гірничо-збагачувальний комплекс, хімічний комплекс, комплекс виробництва кормових добавок. Виробляє 10 % фосфорних добрив Росії (2004).